# Frans Masereel
Frans Laurent Wilhelmina Adolf Lodewijk Masereel (Blankenberge, 30 juli 1889 – Avignon, 3 januari 1972) was een Belgisch graficus, houtsnijder, kunstschilder en tekenaar. Hij wordt beschouwd als een van de belangrijkste grafische kunstenaars uit de twintigste eeuw.

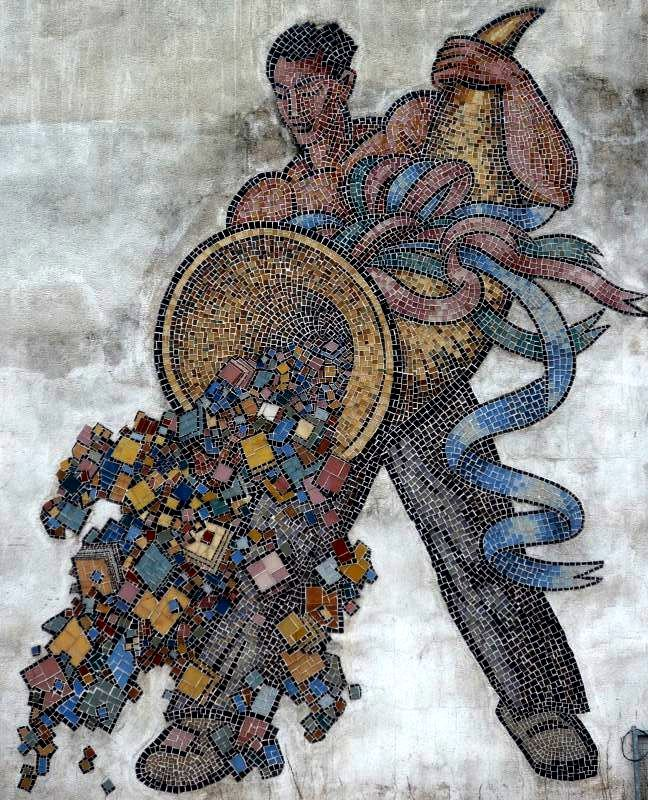
"Das Füllhorn" (De hoorn des overvloeds) van Frans Masereel

Hij gaf in zijn houtsneden zijn eigen visie en zijn verzet tegenover de menselijke dwaasheden en het sociale onrecht zoals ze zich manifesteerden tijdens de twintigste eeuw. Stefan Zweig gaf over hem de uitspraak: "Wanneer alles ten gronde zou gaan; alle boeken, monumenten, foto's en verslagen en er bleven slechts de houtsneden die Masereel gedurende tien jaar geschapen heeft gespaard, dan zou men alleen daaruit onze hele hedendaagse wereld kunnen reconstrueren."

## Biografie
Masereel wordt geboren in Blankenberge, aan de Belgische kust, waar zijn welgestelde Gentse Franstalige ouders, François Masereel en Louisa Vandekerckhove, verblijven. In februari 1894 keert het gezin terug naar Gent. Kort daarop overlijdt zijn vader en zijn moeder hertrouwt in 1897 met de Gentse gynaecoloog en liberale vrijdenker Louis Lava. Tijdens de jaren 1907-1910 volgt de jonge Frans de lessen "tekenen" aan de Koninklijke Academie voor Schone Kunsten te Gent o.a. bij de schilder Jean Delvin. Van 1906 tot 1907 volgt hij ook de lessen typografie en boekdrukkunst aan de School van het Boek. Hij maakt kennis met de non-conformistische Gentse kunstenaar Jules De Bruycker, die een sterke invloed heeft op de artistieke evolutie van de jonge kunstenaar. Hij leert er de techniek van het etsen. In zijn atelier in de volkswijk van het Patershol maakt De Bruycker enkele opmerkelijke portretten van de jonge Frans Masereel.
In 1908 ontsnapt Masereel aan de dienstplicht door zich vrij te loten met een hoog nummer. Hij sluit zich wel aan bij de "Garde Civique", een afdeling van de Gentse burgerwacht.
Hij reist veel en gaat in 1908 naar Engeland en Duitsland. Hij komt een eerste maal in Parijs in 1909 en schetst er de bedelaars. In 1910 leert hij Pauline Imhoff kennen, een gescheiden française die in Gent leeft met haar dochter. Zij treden in het huwelijk in 1921 in Genève en blijven hun hele leven samen. Dat zelfde jaar reist hij samen met Pauline naar Tunesië. In juli 1911 gaan zij samen wonen in Parijs. Het is een tijd van studie, zoeken en proberen, en tekenen zonder stoppen. In 1912 neemt hij een eerste maal deel aan het Salon des Indépendants met drie tekeningen. Hier maakt hij kennis met Henri Guilbeaux, de uitgever van het invloedrijk satirische tijdschrift "L'Assiette au Beure". Uiteindelijk slaagt Masereel er in enkele spotprenten te publiceren in het weekblad Les Hommes du Jour van 17 mei 1913. Hij legt zich toe op tekeningen, aquarellen en grafische kunsten en komt toevallig in aanraking met de kunst der houtsnede, geïntrigeerd door de laat-middeleeuwse "blokboeken" en de vele houtsneden van Albrecht Dürer. Hij leert de eerste beginselen van de houtsnijkunst via een zekere Quatreboeufs, een vriend van de graveur Bernard Naudin.
Bij het uitbreken van de Eerste Wereldoorlog keert Masereel terug naar België. Begin september 1914 maakt hij nog enkele tekeningen van de verwoestingen in Dendermonde door het oprukkend Duitse leger. Hij moet dan begin oktober 1914 vluchten vanuit Gent, dat op het punt staat te vallen voor het Duitse leger. Via Duinkerken bereikt hij Parijs. Masereel vertolkt zijn afschuw voor de gruwelen van de oorlog met een twintigtal tekeningen in de publicatie La Grande Guerre par les Artistes. Hij maakt ook de illustraties voor La Belgique envahi van de Belgische journalist Roland de Marès. In het eerste oorlogsjaar bevindt Masereel zich onder de invloed van het patriotisme en nationalisme dat alom tegenwoordig is. Mede door de pacifistische actie die Romain Rolland voert vanuit het neutrale Zwitserland, komt Masereel tot andere inzichten. Via Henri Guilbeaux, die in Genève verbonden is aan het Internationaal Comité van het Rode Kruis, slaagt hij er in om in juli 1915 naar Zwitserland over te komen. Hij wordt er tewerkgesteld bij het Agentschap voor de Krijgsgevangenen als onbezoldigd vertaler van Vlaamse en Duitse brieven. Samen met Pauline Imhoff leeft hij er in armoedige omstandigheden en moet allerlei bijbaantjes aanvaarden, zelfs als kelner. In Genève ontpopt hij zich tot de belangrijkste illustrator van de verschillende pacifistische publicaties. Hij tekent de voorpagina en levert enkele illustraties voor het tijdschrift Demain van zijn goede vriend Henri Guilbeaux en vanaf oktober 1916 wordt hij de vaste illustrator van Les Tablettes, uitgegeven door Jean Salives. Zijn tekening "Assez ǃ" is een striemende aanklacht tegen de honderdduizenden slachtoffers die vallen tijdens de moordende offensieven van die jaren. De prenten uit Les Tablettes vormen de basis voor twee anti-oorlogsalbums met linoleumsneden: Les morts parlent (1917) en Debout les morts (1917).
In hetzelfde jaar wordt hij illustrator van het pacifistisch blad La Feuille uitgegeven door Jean Debrit. Het karig inkomen dat dit oplevert is meer dan welkom. Hij houdt deze dagelijkse bijdragen met een kleine duizend tekeningen in Oost-Indische inkt drie jaar vol. Hij probeert er met zijn tekeningen de hypocrisie en het cynisme van de officiële instanties aan beide zijden van de oorlog te ontkrachten en de verschrikkingen van de oorlog in beeld te brengen. Berucht omwille van zijn genadeloze anti-oorlogsprenten en zijn onafhankelijkheid van geest sluit Masereel in Genève een hechte vriendschap met de militante Franse pacifist Romain Rolland (Nobelprijs literatuur in 1916 met zijn boekenreeks Jean Christophe), alsook met de Oostenrijkse schrijver Stefan Zweig. Deze laatste noemde de zwart-witprenten van Masereel "het onvergankelijke grafische monument voor de oorlog, [...] die wat kracht en woede betreft zelfs niet achterblijven bij Goya's Desastres de la guerra." Bij Masereel wordt de lino- en houtsnede het middel bij uitstek om zijn maatschappijkritiek en zijn pacifisme aan duizenden mensen bekend te maken. Doorheen zijn aanklachten probeert hij de uitbuiting en de onderdrukking van de gewone mens op het voorplan te plaatsen.
Omwille van zijn pacifistisch engagement en zijn weigering om zich te conformeren aan de Belgische oorlogswetten komt Masereel in aanvaring met de Belgische autoriteiten: vanaf november 1917 wordt hij door de Zwitserse vreemdelingenpolitie beschouwd als een Belgische dienstweigeraar. Tot 1929 wordt hem de toegang tot het Belgische grondgebied verboden.
Maar Masereel heeft veel meer in zijn mars dan de anti-oorlogsprenten waarmee hij bekendheid verwerft. In 1918 geeft hij in eigen beheer zijn eerste beeldroman (houtsnedensuite zonder tekst) uit : 25 Images de La Passion d'un Homme. Het is het verhaal van een kleine arme jongen, verstoten door zijn moeder, die opgroeit tot een proletariër die de arbeiders wil ontvoogden, maar uiteindelijk terechtgesteld wordt. Masereel beleeft met deze beeldroman zijn grote doorbraak. Beelden uit deze reeks worden nog tientallen jaren gebruikt op allerhande affiches en publicaties van arbeidersbeweging.
In 1919 verschijnt zijn tweede beeldroman Mon livre d'heures: een verhaal, geïnspireerd door biografische elementen maar ook met heel wat fantasie, over een vrije jongeman die de wereld intrekt. Opnieuw klaagt Masereel de machthebbers en de sociale wantoestanden aan, maar het is tevens het verhaal van liefde, verdriet en geluk. Deze beeldroman kent een groot succes en wordt vanaf 1920 ook verspreid in Duitsland (met meerdere herdrukken), de Verenigde Staten en China.
Eveneens in 1919 verschijnt de beeldroman Le Soleil, een symbolisch verhaal over een man die zoekt naar vrijheid en licht, van de duisterste krochten tot naar de zon. Zoals een Icarus wordt hij bijna verteerd door het vuur, valt terug op de aarde en wordt bespot door zijn medemensen. Masereel poogt in deze beeldroman aan te tonen dat de drang naar vrijheid bij de mens zo sterk tot uiting komt, dat deze vrijheid moeilijk te dragen is.
In 1920 publiceert Masereel de beeldroman L'Idée, een ode aan de vrije gedachte die zich op geen enkele manier laat knechten. We zien De Idee uitgebeeld als een naakte vrouw - de naakte waarheid - achtervolgd door de politie, de kerk, de burgerij en de justitie, maar ze leeft, overleeft, bemint en plant zich voort.
Le Soleil is een van de eerste publicaties van de uitgeverij Le Sablier die in Genève wordt opgericht door Frans Masereel en de Franse schrijver René Arcos. In deze reeks worden verschillende auteurs gepubliceerd die gekend zijn omwille van hun pacifistische of sociaal humanistische instelling: Romain Rolland, Pierre-Jean Jouve, Georges Duhamel, Charles Vildrac, René Arcos, Andreas Latzko, Walt Whitman, Emile Verhaeren, Maurice Maeterlinck en Henri Barbusse. Masereel creëert voor elke van deze boeken de titelpagina en de illustraties. Bij Le Sablier worden ook de andere beeldromans van Masereel gepubliceerd: Histoire sans paroles (1920), Un fait divers (1920) en Souvenirs de mon pays (1921). De uitgeverij houdt op te bestaan in september 1921.
De eerste jaren na de oorlog wordt Masereel door de Belgische regering beschouwd als dienstweigeraar en kan daardoor niet terugkeren naar België. In juni 1922 verlaat hij Zwitserland en keert terug naar Frankrijk. Na een kort verblijf in Mantes-la-Jolie vestigt hij zich in Parijs, maar bepaald in de wijk van Montmartre. Het koortsachtige leven van de anonieme grootstad wordt een van de uitverkoren thema's in het oeuvre van Masereel. Het komt aan bod in verschillende van zijn houtsneden, tekeningen en schilderijen, maar ook in zijn beeldromans: La Ville (1925), Bilder der Grossstadt (1926) en Capitale (1935).
Vanaf 1922 is Masereel verbonden aan de Parijse galerij van Jean Billiet, die na 1929 wordt overgnomen door Pierre Vorms. In Parijs houdt Masereel zich afzijdig van de artistieke avant-garde kringen, maar in juni 1923 zal hij korte tijd zijn medewerking verlenen aan het internationalistische tijdschrift Clarté van de Franse schrijver Henri Barbusse. In deze jaren twintig is Masereel erg productief. Een van zijn meest geslaagde realisaties is de creatie van zijn beeldroman L'Oeuvre: het verhaal van een gigantische sculptuur die zich onttrekt aan de controle van de kunstenaar. Opnieuw een ode aan de ongebreidelde scheppingsdrang van de kunstenaar. In deze jaren realiseert hij enkele merkwaardige portretten van o.m. Stefan Zweig en van zijn mecenas, de Zwitser Georg Reinhardt. Hij creëert een reeks marionetten voor een toneelvoorstelling van Liluli van Romain Rolland en illustreert boeken van onder andere Stefan Zweig, Victor Hugo, Tolstoi, Thomas Mann, Oscar Wilde en Ernest Hemingway. Zijn belangrijkste opdrachten zijn de illustraties voor Jean-Christophe van Romain Rolland en voor La Légende d'Ulenspiegel van Charles de Coster. In de Parijse hoofdstad raakt hij ook nauw bevriend met de Duitse expressionistische kunstenaar George Grosz en met de Duitse schrijver Kurt Tucholsky. In september 1925 koopt Masereel een eenvoudig vissershuisje in Équihen nabij Boulogne. De inspirerende omgeving van de zee, de vissers en de duinen vertaalt zich in een aantal kleurrijke schilderijen, aquarellen en talloze tekeningen. In deze jaren wordt het werk van Masereel tentoongesteld in Parijs, Chicago, New York, Moskou, Berlijn, Brussel, Winterthur, Wenen, Keulen en Hamburg. In de musea van Mannheim, Munchen en Amsterdam krijgt hij indrukwekkende rétrospectives.
De nazistische machtsovername van januari 1933 maakt dat het werk van Masereel in Duitsland verboden wordt. Zijn werken worden uit musea en bibliotheken verwijderd en enkele van zijn prenten worden te kijk gezet op de tentoonstelling Kulturbolschewistische Bilder in Mannheim; zijn Duitse uitgever - Malik Verlag in Berlijn - wordt in de as gelegd en zijn boek Bilder der Grossstadt komt op de lijst van de verboden boeken terecht. Van de weeromstuit zal Masereel zich in Parijs engageren in de antifascistische actie: hij sluit zich aan bij de Association des Ecrivains et Artistes Révolutionnaires (AEAR) en maakt verschillende tekeningen voor het International Hulpcomité voor de slachtoffers van het nazisme. In 1935 organiseert hij in de Galerie Vorms een Internationale tentoonstelling over het fascisme. In deze jaren raakt Masereel ook gefascineerd door de Sovjet-Unie. In april 1935 en juni 1936 onderneemt hij twee langdurige reizen naar Rusland. Tijdens zijn laatste reis heeft hij zelfs een korte ontmoeting met partijleider Jozef Stalin. Hij is geënthousiasmeerd door wat hij te zien krijgt en is ervan overtuigd dat de Sovjet-unie het enige land is dat zich kan te weer stellen tegen nazi-Duitsland.
In deze jaren zijn de Franse linkse intellectuelen in de ban van het Volksfont en de Spaanse Burgeroorlog. Ook Masereel engageert zich ten volle. In februari 1937 brengt hij samen met enkele andere kunstenaars een bezoek aan het republikeinse Spanje. In Parijs maakt hij tekeningen voor de publicaties van het Volksfront: Vendredi, Clarté en Ce Soir. Hij werkt mee aan de activiteiten van het Maison de la Culture en ligt mede aan de basis van Les Cahiers de la Jeunesse. Op de internationale wereldtentoonstelling van mei 1937 maakt hij op vraag van het Comité mondial contre la guerre et le fascisme een groot decoratief paneel voor het Paviljoen van de Vrede: "De begrafenis van de oorlog". Op voorspraak van zijn vriend Henry van de Velde maakt hij ook een paneel voor het Belgisch paviljoen.
Vanaf september 1939, met het uitbreken van de drôle de guerre met nazi-Duitsland, engageert Masereel zich in de Franse contra-propaganda voor de creatie van anti-nazipamfletten. In de Franse hoofdstad probeert hij de Duitse vluchtelingen en migranten te helpen. In juni 1940, op het moment dat Parijs in handen dreigt te vallen van de Duitse troepen, neemt hij de vlucht naar het Zuiden van Frankrijk. Masereel vestigt zich eerst in Avignon en wijkt vanaf september 1943 uit naar een klein dorpje in Lot-et-Garonne. De ellende en terreur die hij gezien heeft tijdens de vlucht doorheen Frankrijk vormt de inspiratiebron voor een hele reeks tekeningen. Zij vormen de basis voor enkele opmerkelijke uitgaven die nog tijdens de oorlogsjaren gepubliceerd worden: Juin 40 en Danse macabre (1942).
Na de Tweede Wereldoorlog verblijft Masereel vanaf 1949 in Nice aan de Middellandse zee. De naoorlogse jaren zijn deze van de internationale erkenning en de grote retrospectieven. In 1950 krijgt hij op de Biënnale van Venetië de Grote Prijs van de Grafiek. Van 1947 tot 1951 is hij leraar aan het Schule für Kunst und Handwerk in Saarbrücken. In deze stad krijgt hij datzelfde jaar zijn eerste Duitse tentoonstelling sinds 1933. Hierna werd hij op vele plaatsen gevierd met tentoonstellingen, retrospectieven, en onderscheidingen. De Deutsche Akademie der Künste benoemt hem tot lid-correspondent in 1957. De Westfälische Wilhelms-Universität in Münster kent hem in 1962 de Joost van de Vondelprijs toe. In 1969 wordt hij doctor honoris causa aan de Humboldt universiteit in Oost-Berlijn.
Hij krijgt zelfs erkenning in communistisch China. In oktober 1958 wordt hij uitgenodigd voor een reis naar China naar aanleiding van de tentoonstellingen van zijn werk in Peking, Shanghai en Wuhan. Hij verwerkt zijn indrukken in de uitgave Souvenirs de Chine (1961).
Ook België haalt de banden met Masereel aan: in 1951 krijgt hij een overzichtstentoonstelling in Gent, Luik en Brussel. Samen met Jan-Frans Cantré, Jozef Cantré, Henri Van Straten en Joris Minne wordt hij gerekend tot 'de Grote Vijf', die de Vlaamse grafische kunst na de Eerste Wereldoorlog nieuw leven inbliezen. Nog in 1951 wordt hij verkozen tot lid van de Koninklijke Academie voor Wetenschappen, Literatuur en Schone Kunsten van België. In de jaren 1960 creëert hij enkele beeldboeken waarin hij zijn indrukken over België weergeeft: Mijn Land (1956) en Antwerpen (1966), alsook enkele houtsneden over Gent. Hij wordt later ereburger van zijn geboortestad Blankenberge. In 1971 krijgt hij de Tweejaarlijkse Prijs Achille Van Acker te Brugge.
Een van de laatste opdrachten die hij uitvoert is de illustratie van De Internationale, het strijdlied van het internationaal socialisme.
In 1969 zal Frans Masereel hertrouwen met de Franse kunstenares Laure Malclès. Begin 1972 overlijdt hij in Avignon op 82-jarige leeftijd.
De culturele organisatie Masereelfonds werd naar hem vernoemd. In Kasterlee werd het Frans Masereel Centrum opgericht, een atelier voor grafische kunsten voor beursstudenten uit de hele wereld.

## Publicaties (selectie)

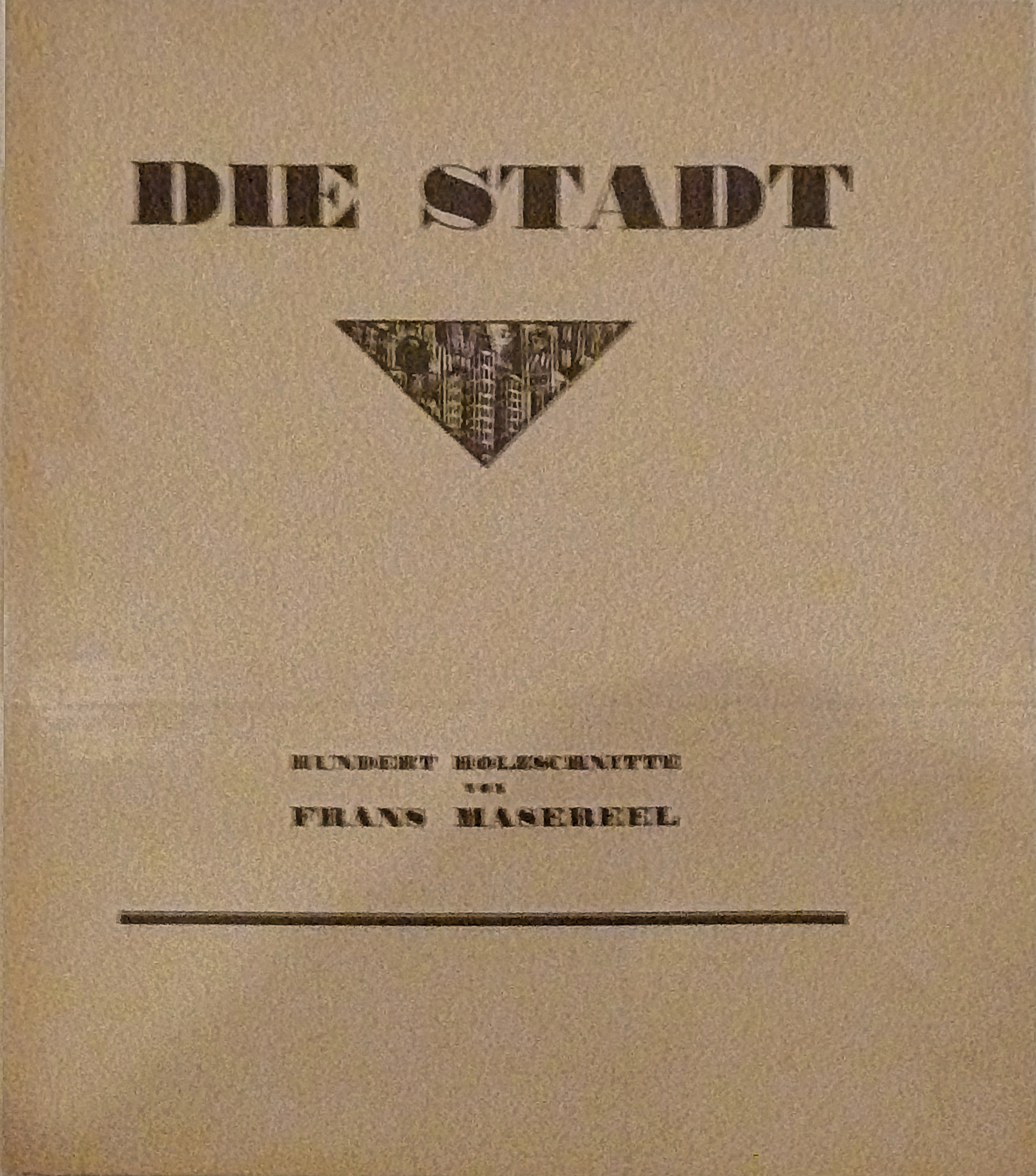
Titelblad van "Die Stadt" (1925)

### Beeldverhalen
- 25 images de la passion d'un homme (1917, 25 pl.); Die Passion eines Menschen (1921)
- Mon livre d'heures (1918, 167 pl.); Mein Stundenbuch (1921); My Book of Hours (1922); Passionate Journey (1948)
- Le Soleil (1919, 63 pl.); Die Sonne (1920); The Sun (1990); De Zon (2001, met tekst van Louis Paul Boon)
- Idée. Sa naissance, sa vie, sa mort (1920, 83 pl.); Die Idee (1924); The Idea (1986): opgedragen aan zijn stiefvader Louis Lava
- Histoire sans paroles (1920, 60 pl.); Geschichte ohne Worte (1922); Story Without Words (1986)
- Die Stadt / La ville (1925, 100 pl.); The City (1972); La città. Un viaggio appassionato (1979); La ciudad (2009): reeks van 100 houtsneden.

### Reeksen
- Debout les morts. Résurrection infernale (1917, 10 pl.)
- Les morts parlent (1917, 7 pl.)
- Un fait-divers (1920, 8 pl.)
- Visions (1921, 8 pl.)
- Souvenirs de mon pays (1921, 16 pl.): opgedragen aan zijn moeder; met herinneringen aan zijn jeugd in Blankenberge waar hij tot 1894 heeft gewoond.
- Bilder der Grossstadt (1926, 112 pl.)
- Landschaften und Stimmungen (1929, 60 pl.)
- Capitale (1935, 66 pl.)
- Mijn land (1956, 100 pl.); Mon pays (1956); Meine Heimat (1965)

### Boekillustraties
- La Belgique envahie (Roland Marès, 1915)
- Quinze poèmes (Emile Verhaeren, 1917, 57 pl.)
- Du champs des horreurs (Henri Guilbeaux, 1917, 1 pl.)
- Lapointe et Ropiteau (Georges Duhamel, 1919, 9 pl.)
- Le Bien Commun (René Arcos, 1919, 27 pl.)
- Die Mutter (Leonhard Frank, 1919, 9 pl.)
- Calamus (Walt Whitman, 1919)
- Liluli (Romain Rolland, 1920, 32 pl.)
- Pierre et Luce (Romain Rolland, 1920, 17 pl.)
- Le dernier homme (Andreas Latzko, 1920, 11 pl.)
- Cinq récits (Emile Verhaeren, 1920)
- Der ewige Jude (August Vermeylen, 1921, 12 pl.)
- Quelques coins du coeur (Henri Barbusse, 1921, 24 pl.)
- La Révolte des Machines (Romain Rolland, 1921)
- The Ballad of Reading Gaol (Oscar Wilde, 1923, 37 pl.)
- Dwang (Stefan Zweig, 1923)
- Les sept mers (Rudyard Kipling, 1924)
- Jean Christophe (Romain Rolland, 1925–1927, 5 dln., 666 pl.)
- Die Geschichte von Ulenspiegel und Lamme Goedzak (Charles de Coster, 1926, 150 pl.)
- Les Pâques à New York (Blaise Cendrars, 1926, 8 pl.)
- Kerstwake (Stijn Streuvels, 1928, 6 pl.)
- Le Horla et autres contes (Guy de Maupassant, 1928, 30 pl.)
- Notre-Dame de Paris (Victor Hugo, 1930, 2 dln.)
- Der Herr und sein Knecht (Leo Tolstoy, 1930, 14 pl.)
- De man zonder lijf (Herman Teirlinck, 1937)
- Hamlet. Prince de Danemark (Shakespeare, [1943])
- Die Arbeiter des Meeres (Victor Hugo, 1944, 65 pl.)
- Les Fleurs du mal (Charles Baudelaire, 1946)
- Germinal (Émile Zola, 1947)
- The Creation. The first eight chapters of Genesis (1948, 24 pl.)
- Aan de Voet van het Belfort (Achilles Mussche, 1950)
- Der alte Mann und das Meer (Ernest Hemingway, 195?, 8 pl.)
- De vlaschaard (Stijn Streuvels, 1965, 29 pl.)
- Dolle Dinsdag. 5 Erzählungen (Theun de Vries, 1967)
- Schilfers hebben scherpe Kanten  (Jos Vandeloo,1974, 1 pl.)
- Splitter haben Scharfe Kanten  (Jos Vandeloo, 1974, 1 pl.)